# Družina Visconti
Visconti je priimek dveh pomembnih italijanskih plemiških rodbin iz srednjega veka. Obstajata dve različni Visconti družini: prva (kronološko) v Republiki Pisi sredi dvanajstega stoletja, ki prva doseže prepoznavnost v Pisi, nato pa na Sardiniji, kjer so postali vladarji pokrajine Gallura. Druga se je povzpela na oblast v Milanu, kjer je vladala od 1277 do 1447 in kjer še vedno obstaja več potomcev. Priznani režiser Luchino Visconti je potomec te družine.
Viscontiji iz Gallure so uporabljali petelina kot svoj simbol (Gallura pomeni »dežela petelinov«), medtem ko so kasnejši Viscontiji v Milanu uporabljali biscione (veliko modro kačo, ki požira človeka, morda Saracena ali, po drugi različici, daje življenje otroku). Ta simbol je še vedno tesno povezana z Milanom.
Kakršne koli povezave med družinama iz Pise-Gallura in Milana je treba še dokazati.

## Viscontiji v Pisi in na Sardiniji
Prvi Visconti omenjen v Pisi je Alberto, ki je nosil naziv patricij. Albertov sin, Eldizio, se je rodil z naslovom patricija in bil konzul od leta 1184 do 1185. Njegova sinova, Lamberto Ubaldo I., sta ponesla družino do najvišjega vpliva v Pisi in Sardiniji. Oba sta nosila naslov patricija in vsak je služil mandat kot podesta.
Leta 1212 so se različne frakcije, pro- in anti-Viscontiji spopadli za nadzor nad Piso. Sredi januarja 1213 je Viljem I. Cagliari vodil koalicijo proti Viscontijevim silam do zmage v bitki pri Massi, nad združenimi močmi Lucce in Viscontiji pod Ubaldom. Po tem je bila Pisa razdeljena med štiri rectores, od katerih je bila ena Visconti. Visconti iz Sardinije so še naprej igrali vlogo v politiki Pise vse do konca stoletja, vendar se je njihov vpliv močno zmanjšala po letu 1213.
Na Sardiniji se je Eldizio poročil s hčerko Torchitorio III. Cagliari, ki je postala mati Lamberta Ubalda. Leta 1207 se je Lamberto poročil z Eleno, dedinjo Barisoneja II. Gallura in s tem zagotovil nadzor nad severovzhodnim delom Sardinije z glavnim mestom Civita. Leta 1215 je Ubaldo svojo hegemonijo razširil nad Giudicato Cagliari na jugu otoka. Skozi ugodne poroke, Lambertovega sina, Ubalda II., je za nekaj časa zavaroval moč v Logudoro. Do sredine stoletja se oblast v Pisi ni soočala s Sardinijo, zaradi porok med družino Visconti in drugimi velikimi družinami v Pisi (Gherardeschi in Capraia) in Sardinijo (Lacon in Bas-Serra).

### Visconti, vladarji Gallura
- Lamberto Visconti (1207-1225)
- Ubaldo II. Visconti (1225-1238)
- Giovani Gallura (1238-1275)
- Nino Visconti (1275-1298) njegova žena Beatrice d'Este (umrla 15. septembra 1334), poročena drugič 24. junija 1300 z Galeazzom II. Viscontijem [1277-1328], vladarjem Milana
- Joanna iz Gallura (1298-1308) polsestra Azzoneja Viscontija, iz milanske linije

## Viscontiji v Milanu
Učinkovit ustanovitelj Viscontijev v Milanu, Ottone, je prevzel nadzor nad mestom od tekmeca družine, Della Torrejev, leta 1277. 
Družina je ljubila legendarne različice o svojih začetkih (modni rodovniki so bili en vogue v tistem času), medtem ko ugotovljena dejstva odražajo povsem trezen in skoraj skromen začetek. Veji družine Visconti, ki je prišla vladati Milanu, je bilo prvotno zaupano gospostvo Massino (danes Massino Visconti), vas nad jezerom Maggiore, ki jo je nadzorovala od dvanajstega stoletja.
Pravijo, da milanski Viscontiji izvirajo iz družine capitanei (sodoben priimek Cattaneo), ki jim je milanski nadškof Landulf (978-998) odobril nekatera fevdalna gospodarstva, znana kot caput plebis (verjetno geografsko in ne hierarhično, pieve, manjše cerkveno posestvo). Dokument iz leta 1157 pravi, da so Viscontiji imetniki kapetanije Marliano (danes Mariano Comense); kasnejši kronist Galvano Fiamma potrjuje to različico. Desetletja pred tem, pred 1070, so pridobili naziv vikont, ki se je kasneje podedoval po moški liniji (Biscaro, ASL, »I maggiori dei Visconti di Milano«). Družina je bila razpršena na več vej, od katerih so bili nekaterim zaupani fevdi daleč od lombardske metropole; tista, ki je dala srednjeveške gospodarje Milanu pravijo, da so potomci Umberto (umrl v prvi polovici 12. stoletja).
Visconti so vladali Milanu do zgodnje renesanse, najprej kot gospodarji, nato pa od 1395, z mogočnim Gian Galeazzo ki si je prizadevali za poenotenje severne Italije in Toskane, kot vojvodine. Vladavina Viscontijev v Milanu se je končala s smrtjo Filippa Marie Viscontija leta 1447. Uspel je s kratko dobo republike, nato je njegov zet, Francesco I. Sforza vzpostavil vladavino družine Sforza. 

### Visconti, vladarji Milana
- Ottone Visconti, nadškof v Milanu (1277-1294)
- Matteo I. Visconti (1294-1302, 1311-1322)
- Galeazzo I. Visconti (1322-1327)
- Azzone Visconti (1329-1339)
- Luchino I. Visconti (1339-1349)
- Giovanni Visconti (nadškof), nadškof v Milanu, vojskovodja (1349-1354)
- Bernabò Visconti (1354-1385)
- Galeazzo II. Visconti (1354-1378)
- Matteo II. Visconti (1354-1355)
- Gian Galeazzo Visconti (1378-1402) {sin Galeazzo II., 1. Milanski vojvoda od 1395}
- Giovanni Maria Visconti (1402-1412)
- Filippo Maria Visconti (1412-1447)
  - Bianca Maria Visconti poročena s Francescom I. Sforza

### Družinsko drevo milanskih Viscontijev
| Potomci Uberta Visconteja ( † sredina-13. st.) |
| --- |
| - - 1. Ottone (1207–1295) Milanski nadškof (1262) Vladar Milana (1277–78) in (1282–85). - 2. Andreotto (13. st.) - 1. Teobaldo Visconti (1225–1275) - 1. Matteo I. Visconti capitano del popolo Milana (1287–1298) vladar Milana (1287–1302) in (1311–1322) - 1. Galeazzo I. Visconti vladar Milana (1322–1327) - 1. Azzone Visconti vladar Milana (1329–1339) - 2. Marco († 1329) - 3. Giovanni Visconti (nadškof) Milanski nadškof (1339) vladar Milana (1339–1354) vladar Bologne in Genove (1331–1354). - 1. Giovanni da Oleggio (domnevni) vladar Bologne (1355–1360) - 4. Luchino Visconti (vladar Milana) vladar Milana (1339–1349) - 1. Luchino Novello (umrl 1399) - 5. Stefano Visconti (umrl 1327) - 1. Matteo II. Visconti vladar Milana (1354–1355) - 2. Galeazzo II. Visconti vladar Milana (1354–1378) - 1. Gian Galeazzo Visconti vladar Milana (1378–1395) Milanski vojvoda (1395–1402) - 1. Valentina poročena (1387) z Ludvikom Orléansskim - 2. Giovanni Maria Visconti Milanski vojvoda (1402–1412) - 3. Filippo Maria Visconti Milanski vojvoda (1412–1447) - 1. Bianca Maria Visconti (nezakonska od Agnese del Maino) v 1441 poročena z Francesco I. Sforza, pozneje Milanski vojvoda - 3. Bernabò Visconti vladar Milana (1354–1385) - 2. Uberto Visconti (''il pico'') (1280?–1315) - 1. Vercellino Visconti podesta Vercellija (1317) in Novare (1318–1320). - 1. Linija Visconti di Modrone, markizi (1694) in kasneje vojvode (1813) Vimodronski, katere člana sta tudi filmska režiserja Luchino Visconti in Eriprando Visconti. |

## Visconti Modrone
Od Uberta, brata Mattea I., je prišla stranska veja vojvod Modrone. Tej družini pripada Luchino Visconti, ki je eden izmed najbolj uglednih režiserjev italijanskega neorealističnega filma.

## Drugi člani
- Federico Visconti (1617–1693), kardinal in Milanski nadškof med 1681 - 1693.
- Filippo Maria Visconti (nadškof) (1721-1801), Milanski nadškof med 1784 - 1801.
- Gaspare Visconti, Milanski nadškof med 1584 - 1595.
- Roberto Visconti, Milanski nadškof med 1354 - 1361.
- Valentina Visconti, starejša hči Giangaleazzo Viscontija, vojvodinja Orléanska in stara mati kralja Ludvika XII. Francoskega, ki je osvojil Milano kot prestolonaslednik.
- Gregor X., rojen okrog 1210 kot Teobaldo Visconti, je bil papež od 1271 do 1276.